# Kim Sang-sik
Kim Sang-sik (en coreano: 김상식; Haenam-gun, Jeolla del Sur, 17 de diciembre de 1976) es un exfutbolista y entrenador de fútbol surcoreano que jugaba en la posición de defensa. Actualmente dirige a la selección de Vietnam.

## Carrera como jugador
En 1999, Kim se unió a Seongnam Ilhwa Chunma, contribuyendo significativamente a los campeonatos consecutivos de la K League de Seongnam en 2001 y 2002. Se unió al club del ejército Gwangju Sangmu en 2003 para realizar su servicio militar, regresando a Seongnam Ilhwa Chunma en 2005. Kim contribuyó a su victoria en la K League de 2006 y a su segundo lugar la temporada siguiente. 3 4Debido al rendimiento negativo general del equipo en 2008 y la transición del entrenador Kim Hak-bum a Shin Tae-yong, Kim se transfirió a Jeonbuk Hyundai Motors con Lee Dong-gook en enero de 2009 como parte de la reestructuración del equipo. Kim fue nombrado el nuevo capitán del equipo. 5 6El 26 de noviembre de 2013, Kim anunció su retiro. En su último partido contra FC Seoul, Kim anotó un gol de penalti, terminando su carrera como jugador en un punto alto.

### Selección nacional
El 29 de mayo de 2000, Kim debutó con la selección nacional en un partido amistoso contra la Yugoslavia y participó en la Copa Mundial de la FIFA 2006. En la Copa Asiática 2007, reemplazó al lesionado Kim Nam-Il como el principal mediocampista defensivo y contribuyó a que la Corea del Sur llegara a las semifinales. Durante el torneo, sin embargo, Kim estuvo involucrado en un escándalo de bebida con el portero Lee Woon-Jae y otros, lo que resultó en una suspensión de un año del equipo nacional y una prohibición de dos años de las competiciones organizadas por la Asociación de Fútbol de Corea. 10 11Fue convocado nuevamente a la selección nacional después de casi cinco años para las clasificatorias asiáticas para la Copa Mundial de la FIFA 2014 contra la Kuwait el 29 de febrero de 2012. Jugó como mediocampista defensivo en este partido y tuvo un buen desempeño, llevando a la Corea del Sur a una victoria por 2-0. Se retiró del equipo nacional después de este partido.

## Carrera como entrenador

### Jeonbuk Hyundai Motors
Después de retirarse a finales de 2013, se fue a Francia para recibir formación como entrenador. En 2014, regresó a Jeonbuk y trabajó como entrenador asistente bajo los directores técnicos Choi Kang-hee y José Morais.
El 7 de diciembre de 2020, participó en el curso de entrenamiento de Licencia Pro certificado por la AFC junto con Kim Eun-jung y Choi Tae-wook. Posteriormente, el 22 de diciembre de 2020, fue nombrado como el sexto entrenador de Jeonbuk, sucediendo a José Morais. Kim Sang-sik se convirtió en el primer exjugador de Jeonbuk en ser nombrado entrenador del equipo.
En su primera temporada como entrenador (2021), llevó a Jeonbuk a ganar el título de la K League 1. Se convirtió en la primera persona en ganar el título de la K League con Jeonbuk como jugador, entrenador y director técnico. En la historia de la K League, es la tercera persona en lograr esta hazaña, después de Cho Kwang-rae y Choi Yong-soo.
Kim Sang-sik fue galardonado con el Premio al Mejor Entrenador en la K League 2021.
En 2022, el fútbol ofensivo característico de Jeonbuk perdió su filo, y el equipo enfrentó problemas tácticos, lo que llevó a la presión y críticas de los aficionados para su dimisión. Finalmente, Jeonbuk terminó como subcampeón en la K League 1, detrás de Ulsan Hyundai. Sin embargo, lograron ganar la FA Cup al derrotar a FC Seoul, evitando así una temporada sin trofeos y aliviando la decepción de no ganar el título de la K League 1.
El 17 de noviembre de 2022, renovó su contrato con Jeonbuk.
Sin embargo, al entrar en la temporada 2023, enfrentó críticas por la falta de precisión táctica y dirección, así como por sus pobres habilidades de gestión de crisis. Para la décima jornada de la K League 1, Jeonbuk solo tenía 3 victorias, 1 empate y 6 derrotas, colocándose en el décimo lugar de 12 equipos con 10 puntos. El equipo ya había sufrido 6 derrotas en solo 10 partidos, en comparación con 7 derrotas (21 victorias, 10 empates) en toda la temporada anterior.
Finalmente, el 4 de mayo de 2023, renunció, poniendo fin a su asociación de 15 años con Jeonbuk.

### Vietnam
El 3 de mayo de 2024, Kim fue nombrado entrenador en jefe de la selección nacional de Vietnam y de la selección sub-23 de Vietnam, tras la salida de Philippe Troussier. Comenzó a formar su equipo de entrenadores contratando a Choi Won-kwon, el exentrenador de Daegu FC, como asistente. Un mes después, el 3 de junio, debutó como entrenador de Vietnam en el quinto partido del Grupo F de las clasificatorias de la segunda ronda de la AFC para la Copa Mundial de la FIFA 2026, enfrentando a la Filipinas, llevando a Vietnam a una victoria por 3-2 y poniendo fin a una racha de ocho derrotas consecutivas. Perdieron el último partido contra Irak, terminando terceros en el grupo y quedando fuera de la tercera ronda de las clasificatorias de la AFC para la Copa Mundial, avanzando en su lugar a las clasificatorias finales de la Copa Asiática.

## Clubes

### Como jugador
| Club                     | País          | Año       |
| ------------------------ | ------------- | --------- |
| Ilhwa Chunma             | Corea del Sur | 1999-2008 |
| Gimcheon Sangmu (cedido) | Corea del Sur | 2003-2004 |
| Jeonbuk Hyundai Motors   | Corea del Sur | 2009-2013 |

### Como entrenador
| Club                   | País          | Año           |
| ---------------------- | ------------- | ------------- |
| Jeonbuk Hyundai Motors | Corea del Sur | 2021-2023     |
| Selección de Vietnam   | Vietnam       | 2024-presente |

## Palmarés

### Como jugador

#### Campeonatos nacionales
| Título                   | Club                   | País          | Año  |
| ------------------------ | ---------------------- | ------------- | ---- |
| Korean FA Cup            | Ilhwa Chunma           | Corea del Sur | 1999 |
| K League                 | Ilhwa Chunma           | Corea del Sur | 2001 |
| K League                 | Ilhwa Chunma           | Corea del Sur | 2002 |
| Copa de la Liga de Corea | Ilhwa Chunma           | Corea del Sur | 2002 |
| Supercopa de Corea       | Ilhwa Chunma           | Corea del Sur | 2002 |
| K League                 | Ilhwa Chunma           | Corea del Sur | 2006 |
| K League                 | Jeonbuk Hyundai Motors | Corea del Sur | 2009 |
| K League                 | Jeonbuk Hyundai Motors | Corea del Sur | 2011 |

### Como entrenador

#### Campeonatos nacionales
| Título        | Club                   | País          | Año  |
| ------------- | ---------------------- | ------------- | ---- |
| K League 1    | Jeonbuk Hyundai Motors | Corea del Sur | 2021 |
| Korean FA Cup | Jeonbuk Hyundai Motors | Corea del Sur | 2022 |